# Roeboides margareteae
Roeboides margareteae és una espècie de peix de la família dels caràcids i de l'ordre dels caraciformes.
Els adults poden assolir cm de llargària total. Viu en zones de clima tropical al Brasil.